# Gauliga Sachsen 1939/40
Die Gauliga Sachsen 1939/40 war die siebte Spielzeit der Gauliga Sachsen im Fußball. Die Gauliga wurde in zwei Gruppen zu je sechs Mannschaften aufgeteilt. Die jeweiligen Gruppensieger qualifizierten sich für die Bereichsmeisterschaft. Die Bereichsmeisterschaft sicherte sich der Dresdner SC, welcher sich gegen den Planitzer SC durchsetzte. Der Dresdner SC qualifizierte sich für die Endrunde um die deutsche Meisterschaft und erreichte das Finale, verlor dieses allerdings gegen den FC Schalke 04. Der jeweilige Gruppenletzte jeder Gruppe stieg in die Bezirksliga ab. Aus den Bezirksligen stiegen der Riesaer SV und der SC Wacker Leipzig auf.

## Tabellen

### Gruppe 1
| Pl. | Verein             | Sp. | S | U | N | Tore    | Quote | Punkte |
| --- | ------------------ | --- | - | - | - | ------- | ----- | ------ |
| 1.  | Planitzer SC       | 10  | 7 | 1 | 2 | 047:600 | 7,83  | 15:50  |
| 2.  | SV Fortuna Leipzig | 10  | 6 | 1 | 3 | 023:230 | 1,00  | 13:70  |
| 3.  | VfB Leipzig        | 10  | 5 | 2 | 3 | 027:210 | 1,29  | 12:80  |
| 4.  | VfB Glauchau (N)   | 10  | 2 | 4 | 4 | 018:300 | 0,60  | 08:12  |
| 5.  | TuRa Leipzig       | 10  | 2 | 2 | 6 | 012:230 | 0,52  | 06:14  |
| 6.  | Konkordia Plauen   | 10  | 2 | 2 | 6 | 009:330 | 0,27  | 06:14  |

| (N) | Aufsteiger aus den Bezirksklassen |

### Gruppe 2
| Pl. | Verein               | Sp. | S | U | N | Tore    | Quote | Punkte |
| --- | -------------------- | --- | - | - | - | ------- | ----- | ------ |
| 1.  | Dresdner SC (M)      | 10  | 8 | 2 | 0 | 039:900 | 4,33  | 18:20  |
| 2.  | Chemnitzer BC (N)    | 10  | 6 | 1 | 3 | 024:200 | 1,20  | 13:70  |
| 3.  | Polizei SV Chemnitz  | 10  | 4 | 4 | 2 | 026:200 | 1,30  | 12:80  |
| 4.  | BC Hartha            | 10  | 3 | 2 | 5 | 021:290 | 0,72  | 08:12  |
| 5.  | Sportfreunde Dresden | 10  | 3 | 1 | 6 | 025:280 | 0,89  | 07:13  |
| 6.  | Guts Muts Dresden    | 10  | 1 | 0 | 9 | 013:420 | 0,31  | 02:18  |

| (M) | Titelverteidiger                  |
| (N) | Aufsteiger aus den Bezirksklassen |

### Bereichsmeisterschaft
| Datum            |              | Gesamt |             | Hinspiel | Rückspiel |
| ---------------- | ------------ | ------ | ----------- | -------- | --------- |
| 07.04/14.04.1940 | Planitzer SC | 3:6    | Dresdner SC | 3:3      | 0:3       |

## Aufstiegsrunde
Qualifiziert waren die Sieger der vier Bezirksklassen.
Kreuztabelle
| 1939/40        | SC Wacker Leipzig | Riesaer SV | Döbelner SC 02 | ROß |
| -------------- | ----------------- | ---------- | -------------- | --- |
| Wacker Leipzig |                   | 2:2        | 3:1            | 4:0 |
| Riesaer SV     | 2:0               |            | 2:0            | 4:0 |
| Döbelner SC 02 | 2:6               | 6:2 a      |                | 7:2 |
| TSG Lauter     | 1:2               | 1:6        | 4:5            |     |

Abschlusstabelle
| Pl. | Verein                                           | Sp. | S | U | N | Tore    | Quote | Punkte |
| --- | ------------------------------------------------ | --- | - | - | - | ------- | ----- | ------ |
| 1.  | Wacker Leipzig (Sieger Bezirksklasse Leipzig)    | 6   | 4 | 1 | 1 | 017:800 | 2,13  | 09:30  |
| 2.  | Riesaer SV (Sieger Bezirksklasse Dresden)        | 6   | 4 | 1 | 1 | 018:900 | 2,00  | 09:30  |
| 3.  | Döbelner SC 02 (Sieger Bezirksklasse Chemnitz)   | 6   | 3 | 0 | 3 | 021:190 | 1,11  | 06:60  |
| 4.  | TSG Lauter (Sieger Bezirksklasse Plauen-Zwickau) | 6   | 0 | 0 | 6 | 008:280 | 0,29  | 0:12   |